# Lamassus du palais de Khorsabad (Louvre)

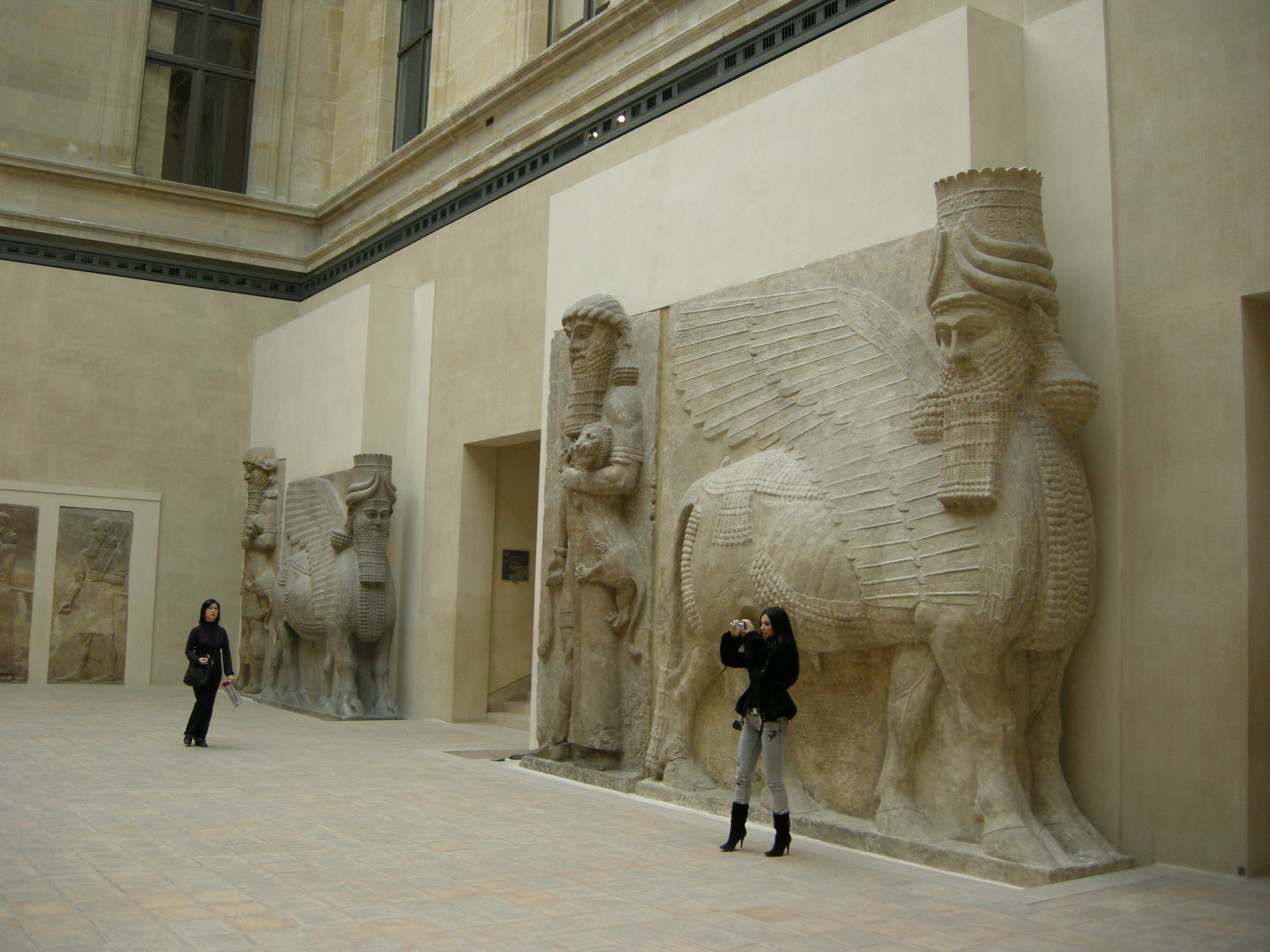
Lamassu du palais de Khorsabad

Les Lamassus du palais de Khorsabad sont des œuvres assyriennes monumentales en albâtre et en plâtre, de 4,40 mètres de haut, datables de 721-705 av. J.-C. environ. Elles sont conservées au département des Antiquités orientales du Musée du Louvre, à Paris.

## Histoire
Le palais a été construit à Dur-Sharrukin (aujourd'hui Khorsabad en Irak), à l'est du fleuve Tigre, pour le roi assyrien Sargon II, ayant régné sur l'Empire néo-assyrien entre 721 et 705 av. J.-C. Le site a été abandonné peu après la mort de Sargon II, son successeur Sennachérib ayant fait le choix de changer de capitale pour s'installer à Ninive. En conséquence, certains reliefs tels que la frise dite du "transport du bois de cèdre".
Des archéologues français ont été parmi les premiers à redécouvrir la civilisation assyrienne, avec les fouilles menées en 1843-1844 par Paul-Émile Botta. Déjà en 1847, au Louvre, a été ouvert le premier établissement européen consacré à cette civilisation orientale : le Musée assyrien. Entre 1852 et 1854, Victor Place a fouillé la résidence de Sargon II, rapportant de nombreuses œuvres en France. 
Tous les Lamassus n'ont pas été transportés à Paris : certains ont fait naufrage dans l'Euphrate, d'autres ont été laissés sur place, sur la menace des Bédouins. Aujourd'hui, la « cour de Khorsabad », au Louvre, reconstitue l'environnement du palais avec des originaux et des copies en plâtre.

## Description
Les Lamassus sont des créatures à tête humaine et corps de taureau (ou de lion), pourvus d'ailes d'aigles, qui comptent parmi les vestiges les plus impressionnants de la civilisation mésopotamienne. Ils étaient situés aux portes de la ville et dans les grands passages du palais, et possédaient une fonction d'intimidation pour les étrangers et de protection pour les habitants. Entre les jambes et le dos se trouvent souvent des inscriptions.
Les Lamassus travaillés en relief, comme ceux du Louvre, ont une disposition singulière des pattes ; vus de face, les genoux sont alignés, dans une position d'arrêt, tandis que de côté, pour représenter le mouvement, une patte supplémentaire est disposée en arrière, de sorte que cinq pattes sont représentées (cette cinquième patte disparaît de la représentation de lamassus à partir de Sennachérib, comme sur les lamassus de Ninive). Les Lamassus destinés aux jambages des portes monumentales regardent vers l'avant, tandis que ceux qui sont plaqués contre un mur tournent la tête de côté, le regard en direction du visiteur.